# Squamicornia aequatoriella
Squamicornia aequatoriella is een vlinder uit de familie van de oermotten (Micropterigidae). De wetenschappelijke naam van de soort is voor het eerst geldig gepubliceerd in 1982 door Kristensen & Nielsen.